# مهندسی بزرگراه

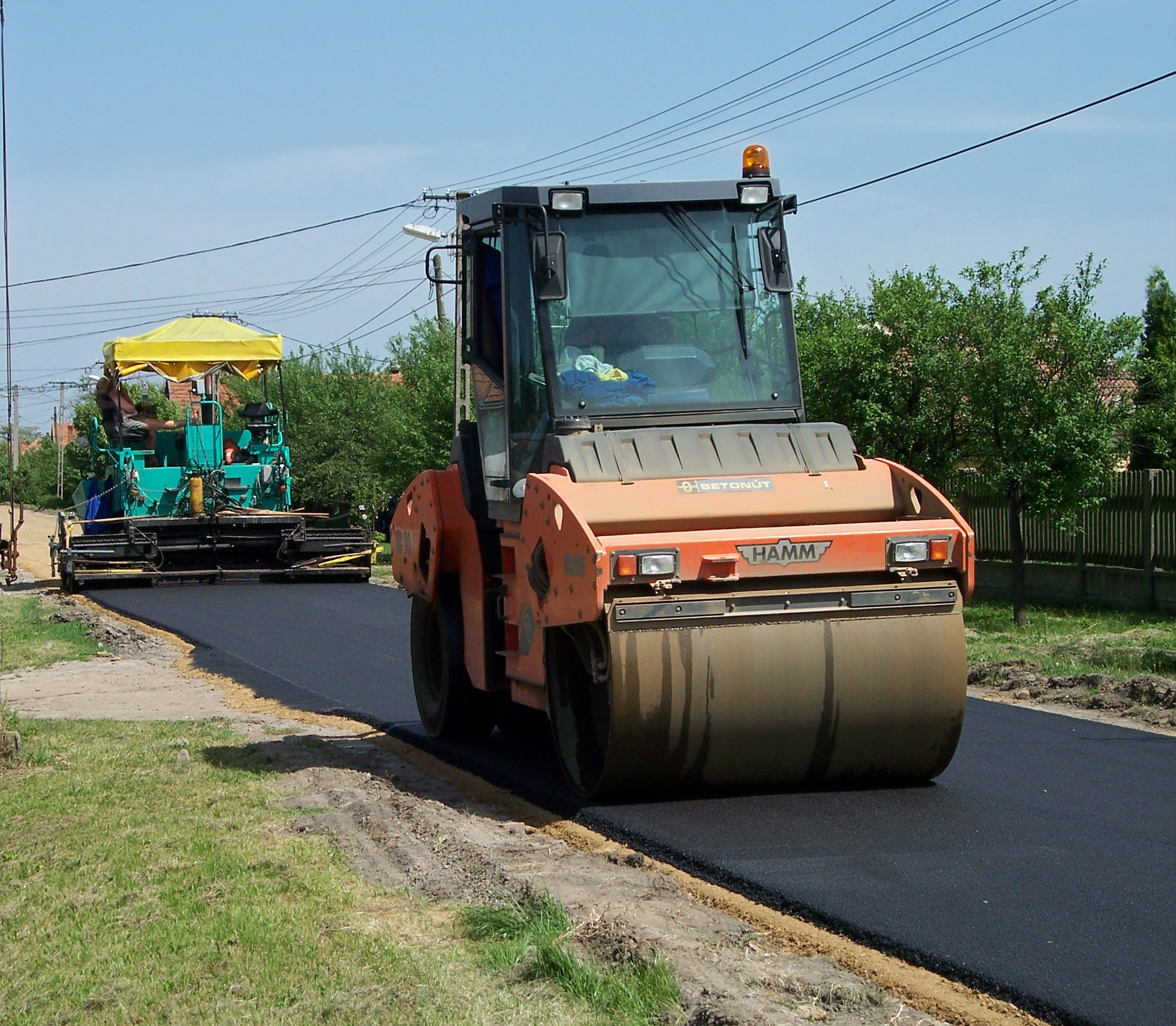
راه‌سازی در مجارستان

مهندسی بزرگراه شاخه ای مهندسی از مهندسی عمران است که شامل برنامه‌ریزی، طراحی، ساخت، بهره‌برداری و نگهداری از جاده‌ها، پل ها و تونل‌ها برای اطمینان از حمل و نقل ایمن و مؤثر مردم و محموله کالاها است. مهندسی بزرگراه در نیمه دوم قرن بیستم پس از جنگ جهانی دوم مورد توجه قرار گرفت. استانداردهای مهندسی بزرگراه به‌طور مداوم در حال پیشرفت است. مهندسان بزرگراه باید جریان آتی ترافیک، طراحی تقاطع‌ها / تعویض بزرگراه‌ها، تراز هندسی و طراحی، مصالح روسازی بزرگراه و طرح روسازی، طراحی سازه ای ضخامت روسازی و نگهداری روسازی را در نظر بگیرند.

## تاریخچه
آغاز ساخت جاده می‌تواند مربوط به زمان رومیان باشد. با پیشرفت فن آوری حمل ونقل از واگن‌های کشیده شده توسط دو اسب به وسایل نقلیه با توان معادل ۱۰۰ اسب، توسعه جاده‌ها نیز به تناسب، باید از این روند پیروی کند. ساخت بزرگراه‌های مدرن تا اواخر قرن ۱۹ تا اوایل قرن ۲۰ آغاز نشده‌است.
اولین تحقیق مختص مهندسی بزرگراه، در سال ۱۹۳۰ با معرفی  آزمایشگاه تحقیقات حمل و نقل (TRL) در انگلستان آغاز شد. در ایالات متحده، مهندسی بزرگراه با تصویب قانون کمک‌های فدرال بزرگراه در سال ۱۹۴۴، با هدف اتصال ۹۰٪ شهرها با جمعیت ۵۰٬۰۰۰ یا بیشتر، به یک رشته مهم تبدیل شد. با ضربه مداوم وسایل نقلیه که با گذشت زمان بزرگتر می‌شدند، نیاز به پیشرفت روسازی ها بود. با قدیمی بودن فناوری، در سال ۱۹۵۸ ساخت اولین بزرگراه در انگلیس (بای پس پرستون (به انگلیسی: the Preston bypass))، نقش مهمی در توسعه فن آوری جدید روسازی داشت.
استانداردهای خط مشی طراحی، مورد استفاده در ایالات متحده، معمولاً مبتنی بر انتشارات  انجمن آمریکایی مقامات بزرگراه و حمل و نقل دولتی و همچنین تحقیقاتی است که توسط  هیئت تحقیقات حمل و نقل،  پژوهشگاه مهندسان حمل و نقل، اداره بزرگراه فدرال و وزارت حمل و نقل منتشر شده‌است.

## طراحی و توسعه
برنامه‌ریزی و طراحی بزرگراه شامل تخمین حجم ترافیک فعلی و آینده در شبکه راه است. برنامه‌ریزی و طراحی بزرگراه همچنین یک نیاز اساسی برای توسعه بزرگراه است. مهندسان بزرگراه تلاش می‌کنند تا همه اثرات مدنی احتمالی سیستم‌های بزرگراه را پیش‌بینی و تحلیل کنند. برخی ملاحظات، تأثیرات منفی بر محیط زیست مانند آلودگی صوتی، آلودگی هوا، آلودگی آب و سایر اثرات زیست‌محیطی می‌باشد.

### تأمین مالی
کشورهای توسعه یافته دائماً با هزینه‌های بالای نگهداری بزرگراه‌های حمل و نقل قدیمی روبرو هستند. رشد صنعت وسایل نقلیه موتوری و همراهی با رشد اقتصادی، تقاضا برای بزرگراه‌های ایمن تر، با عملکرد بهتر و تراکم کمتر را ایجاد کرده‌است. رشد تجارت، مؤسسات آموزشی، مسکن و دفاع عمدتاً از بودجه دولت در گذشته گرفته شده‌است و در نتیجه تأمین اعتبارمالی بزرگراه‌های عمومی را به چالش تیدیل کرده‌است.
ویژگی‌های چند منظوره بزرگراه‌ها، شرایط اقتصادی و پیشرفت‌های فناوری قیمت گذاری بزرگراه‌ها، به‌طور مداوم در حال تغییر است؛ بنابراین، رویکردهای مربوط به تأمین اعتبار، مدیریت و نگهداری بزرگراه‌ها نیز به‌طور مداوم در حال تغییر است.

### ارزیابی اثرات زیست‌محیطی
رشد اقتصادی یک جامعه به توسعه بزرگراه‌ها به منظور ارتقاء حمل ونقل بستگی دارد. با این وجود، برنامه‌ریزی نادرست، طراحی، ساخت و نگهداری نادرست بزرگراه‌ها می‌توانند ویژگی‌های اقتصادی و اجتماعی جامعه در هر اندازه ای که باشد را، مختل کنند. عوارض جانبی ومنفی متداول در توسعه بزرگراه‌ها شامل آسیب دیدن زیستگاه و تنوع زیستی، ایجاد آلودگی هوا و آب، ایجاد صدا و لرزش، آسیب به چشم‌انداز طبیعی و تخریب ساختار اجتماعی و فرهنگی یک جامعه است. زیرساخت‌های بزرگراه باید با کیفیت و استانداردهای بالا ساخته و نگهداری شوند.
سه مرحله اصلی برای ادغام ملاحظات زیست‌محیطی در طراحی، زمان‌بندی، ساخت و نگهداری بزرگراه‌ها وجود دارد. این فرایند به عنوان ارزیابی اثرات زیست‌محیطی یا EIA شناخته می‌شود، زیرا به‌طور سیستماتیک با عناصر زیر سروکار دارد:
- شناسایی طیف گسترده‌ای از تأثیرات احتمالی بر محیط زیست طبیعی و تأثیرات احتمالی بر محیط اقتصادی-اجتماعی[۶]
- ارزیابی این تأثیرات و کمیت آن‌ها
- تدوین تدابیر برای جلوگیری، کاهش و جبران اثرات پیش‌بینی شده.

### ایمنی بزرگراه
سیستم‌های بزرگراهی بالاترین عامل صدمات و مرگ و میر انسان‌ها می‌باشند، زیرا هر سال نزدیک به ۵۰ میلیون نفر در تصادفات رانندگی زخمی می‌شوند، که این میزان تلفات، مرگ ۱٫۲ میلیون نفر در این حوادث را شامل نمی‌شود. آسیب دیدگی در حوادث جاده ای، علت اصلی مرگ غیرعمدی در پنج دهه اول زندگی بشر است.
مدیریت ایمنی فرآیندی منظم است که در تلاش است تا وقوع و شدت تصادفات رانندگی را کاهش دهد. تعامل انسان و ماشین با سیستم‌های راهنمایی و رانندگی بی‌ثبات است و چالشی برای مدیریت ایمنی بزرگراه‌ها به وجود می‌آورد. نکته اصلی برای افزایش ایمنی سیستم‌های بزرگراه، طراحی، ساخت و نگهداری آنها برای تحمل بیشتر از حد متوسط این تعامل انسان/ ماشین با بزرگراه‌ها است. پیشرفت‌های فنی در مهندسی بزرگراه‌ها باعث شده‌است که طراحی، ساخت و روشهای نگهداری که طی سالها مورد استفاده قرار گرفته بهبود یابد. این پیشرفت‌ها باعث نوآوری‌های جدید در مورد ایمنی بزرگراه‌ها شده‌است.
با اطمینان از شناسایی، در نظر گرفتن و اجرای مناسب همه موقعیت‌ها و فرصت‌ها، می‌توان این موقعیت‌ها و فرصت‌ها را در هر مرحله از برنامه‌ریزی، طراحی، ساخت، نگهداری و بهره‌برداری از بزرگراه، برای افزایش ایمنی سیستم‌های بزرگراه مان مورد ارزیابی قرار داد.

## طراحی
مناسب‌ترین مکان، تراز و شکل یک بزرگراه در مرحله طراحی انتخاب می‌شود. طراحی بزرگراه شامل در نظر گرفتن سه عامل اصلی (انسانی، وسایل نقلیه و جاده) و نحوه تعامل این عوامل برای تأمین یک بزرگراه ایمن است. عوامل انسانی شامل زمان واکنش برای ترمز و فرمان، تیزبینی برای علائم و سیگنال‌های راهنمایی و رانندگی و رفتار حرکت متوالی ماشین‌ها است. ملاحظات وسایل نقلیه شامل اندازه خودرو و مکانیک حرکت خودرو است که برای تعیین عرض خط عبور و حداکثر شیب مسیر، و برای انتخاب وسایل نقلیه طراحی ضروری است. مهندسان بزرگراه هندسه جاده را، برای اطمینان از پایداری وسایل نقلیه هنگام عبور ازمسیر قوس‌ها و شیب‌ها و تأمین مسافت‌های دید مناسب درهنگام عبور از قوس‌ها در جاده‌های دو خطه و دو طرفه، طراحی می‌کنند.

### طراحی هندسی
مهندسان بزرگراه و حمل و نقل هنگام طراحی بزرگراه‌ها برای توپوگرافی یک سایت خاص، باید بسیاری از استانداردهای ایمنی، خدمات و عملکرد را رعایت کنند. طراحی هندسی بزرگراه، در درجه اول به عناصر قابل مشاهده بزرگراه‌ها اشاره دارد. مهندسان بزرگراه که هندسه بزرگراه‌ها را طراحی می‌کنند، باید تأثیرات زیست‌محیطی و اجتماعی طرح را نیز در زیرساخت‌های اطراف در نظر بگیرند.
ملاحظات خاصی وجود دارد که باید در فرایند طراحی به درستی مورد استفاده قرار گیرد تا یک اتوبان با موفقیت در توپوگرافی یک سایت قرار بگیرد و ایمنی آن حفظ شود. برخی از این ملاحظات طراحی عبارتند از:
- سرعت طراحی
- حجم ترافیک طراحی
- تعداد خطوط
- سطح خدمات (LOS)
- مسافت دید
- ترازبندی، رقوم و شیب‌ها
- مقطع عرضی
- عرض خط
- سازه سنج، فاصله آزاد افقی و عمودی

کارایی و عملکرد مؤثر یک بزرگراه را می‌توان از طریق واکنش رانندگان به ملاحظات طراحی و تعامل آنها مشاهده کرد.

### مصالح
مصالح مورد استفاده برای ساخت و ساز جاده با گذشت زمان پیشرفت کرده و قدمت آن به دوران اولیه امپراتوری روم بازمی‌گردد. پیشرفت در روش‌هایی که با استفاده از آن‌ها خصوصیات ومشخصات این مصالح و مواد آشکار شده و در طراحی سازه روسازی به کار گرفته شده‌است، این پیشرفت را در مصالح همراهی کرده‌است.
سه نوع عمده لایه رویه روسازی وجود دارد: بتن با کیفیت پیاده‌رو (PQC)، بتن سیمان پرتلند (PCC) و مخلوط آسفالت گرم (HMA). در زیر این لایه رویه، لایه‌هایی از مصالحی وجود دارد که تکیه گاه سازه ای سیستم روسازی هستند. این لایه‌های زیرین ممکن است شامل لایه اساس سنگدانه ای و لایه‌های زیر اساس باشد، یا لایه‌های اساس و زیر اساس اصلاح شده، و علاوه بر این بستر طبیعی یا اصلاح شده باشند. این لایه‌های اصلاح شده برای باربری بیشتر می‌توانند با سیمان اصلاح شده، با آسفالت اصلاح شده یا با آهک اصلاح شده باشند.

### طراحی روسازی انعطاف‌پذیر
یک روسازی انعطاف‌پذیر یا آسفالت یا سنگفرش Tarmac معمولاً از سه یا چهار لایه تشکیل شده‌است. برای یک روسازی چهار لایه ای انعطاف‌پذیر، یک لایه روسازی سطحی، لایه اساس و لایه زیر اساس وجود دارد که بر روی یک لایه بستر خاک کوبیده و فشرده طبیعی ساخته شده‌است. در هنگام ساخت یک روسازی سه لایه ای انعطاف‌پذیر، از لایه زیر اساس استفاده نمی‌شود و لایه اساس به‌طور مستقیم روی خاک کوبیده و فشرده طبیعی بستر قرار می‌گیرد.
یک روسازی انعطاف‌پذیر از مخلوط آسفالت گرم (HMA) ساخته شده‌است. مصالح سنگدانه ای تثبیت نشده به‌طور معمول برای لایه اساس استفاده می‌شوند. با این حال، لایه اساس نیز می‌تواند با آسفالت، قیر اسفنجی، < سنگفرش بازیافت شده> سیمان پرتلند یا یک عامل تثبیت کننده دیگر تثبیت شود. لایه زیر اساس معمولاً از مصالح سنگدانه محلی ساخته می‌شود، در حالی که قسمت بالای خاکبستر اغلب با سیمان یا آهک تثبیت می‌شود.
با روسازی انعطاف‌پذیر، بیشترین تنش در سطح رخ می‌دهد و با افزایش عمق روسازی، تنش کاهش می‌یابد؛ بنابراین برای سطح روسازی، بالاترین کیفیت مواد مورد نیاز است، در حالی که با افزایش عمق روسازی می‌توان از مواد با کیفیت پایین‌تر استفاده کرد. استفاده از اصطلاح انعطاف‌پذیر، به دلیل قابلیت آسفالت در خم شدن و تغییر شکل جزیی آن می‌باشد که پس از هر بار بارگذاری ترافیکی و باربرداری به حالت اولیه خود بازمی‌گردد. امکان دائمی شدن این تغییر شکل‌های کوچک وجود دارد که می‌تواند در طولانی مدت منجر به ایجاد شیار در مسیر چرخ شود.
عمر بهره‌برداری یک روسازی انعطاف‌پذیر به‌طور معمول در محدوده ۲۰ تا ۳۰ سال طراحی شده‌است. ضخامت‌های موردنیاز هر لایه روسازی انعطاف‌پذیر، بسته به مصالح مورد استفاده، میزان بزرگی بارهای ترافیکی، تعداد تکرارهای بارهای ترافیکی، شرایط محیطی و طول عمر بهره‌برداری مطلوب روسازی به میزان زیادی متفاوت است. عواملی نظیر اینها در طی مراحل طراحی مورد توجه قرار می‌گیرند تا روسازی برای عمر بهره‌برداری طراحی شده، بدون خرابی مفرط پایدار باشد.

### طراحی روسازی صلب
روسازی‌های صلب معمولاً در ساخت فرودگاه‌ها و بزرگراه‌های اصلی مانند سیستمهای بزرگراه بین شهری مورد استفاده قرار می‌گیرند. علاوه بر این، آنها معمولاً به عنوان کف صنعتی سنگین، کف سازی‌های بندر و محوطه بندرگاه و بندر و پارکینگ‌های وسایل نقلیه سنگین یا کف سازی‌های پایانه ای استفاده می‌شوند. همانند روسازی‌های انعطاف‌پذیر، روسازی‌های صلب بزرگراه به عنوان سازه‌های پایدار در هر نوع آب و هوایی طراحی شده‌اند تا بتوانند ترافیک پر سرعت مدرن امروزی را خدمت رسانی کنند. با ارائه سطوح سواره رو با کیفیت بالا برای رفت و آمد ایمن وسایل نقلیه، آنها به عنوان لایه‌های سازه ای برای توزیع بارهای چرخ وسایل نقلیه به گونه ای عمل می‌کنند که تنش‌های ناشی از انتقال بار به خاک بستر به میزان قابل قبول باشد.
بتن سیمان پرتلند (PCC) رایج‌ترین ماده ای است که در ساخت کفسازی‌های صلب مورد استفاده قرار می‌گیرد. دلیل محبوبیت آن به دلیل در دسترس بودن و اقتصادی بودن آن است. روسازی‌های صلب باید برای تحمل بارهای ترافیکی که مکرر تکرار می‌شوند، طراحی شوند. عمر بهره‌برداری معمول طراحی برای یک روسازی صلب بین ۳۰ تا ۴۰ سال است و تقریباً دو برابر عمر بهره‌برداری معمول طراحی یک روسازی انعطاف‌پذیر است.
یکی از مهمترین ملاحظات طراحی در روسازی‌های صلب، کاهش شکست ناشی از خستگی به دلیل تنش‌های تکرار شونده ترافیک است. خرابی و شکست ناشی از خستگی در جاده‌های اصلی معمول است زیرا یک بزرگراه معمولی عبور میلیون‌ها چرخ را در طول عمر بهره‌برداری خود تجربه می‌کند. علاوه بر معیارهای طراحی مانند بار ترافیکی، تنش کششی ناشی از انرژی حرارتی نیز باید مورد توجه قرار گیرد. با پیشرفت طراحی روسازی‌ها، بسیاری از مهندسان بزرگراه‌ها خاطرنشان کردند که تنش‌های حرارتی در روسازی‌های صلب، می‌تواند به همان اندازه تنش‌های ناشی از اثر بارهای چرخ شدید باشد. با توجه به مقاومت کششی نسبتاً پایین بتن، تنش‌های حرارتی برای ملاحظات طراحی روسازی‌های صلب بسیار مهم هستند.
روسازی‌های صلب، به‌طور کلی در سه لایه ساخته می‌شوند - یک خاک بستر آماده، اساس یا زیر اساس و یک دال بتنی. دال بتنی مطابق با ابعاد نقشه طراحی شده برای قطعات پانل‌های دال ساخته شده‌است، که مستقیماً بر شدت تنش‌های حرارتی در روسازی تأثیر می‌گذارد. علاوه بر ابعاد قطعات پانل‌های دال، آرماتورهای حرارتی باید برای کنترل رفتار ترک خوردگی در دال طراحی شود. اندازه درز مشترک برای قطعات پانل‌های دال با ابعاد قطعات پانل تعیین می‌شود.
سه نوع اصلی از روسازی‌های بتنی که معمولاً مورد استفاده قرار می‌گیرند، روسازی بتنی ساده با درز(JPCP)، روسازی بتنی مسلح با درز (JRCP)، و روسازی بتنی مسلح پیوسته وبدون درز (CRCP) است. روسازی‌های بتنی ساده با درز،JPCPها، با اتصالات انقباضی ساخته شده‌اند که ترک‌های طبیعی روسازی را جهت می‌دهند. این روسازی‌ها از هیچگونه فولادی تقویتی استفاده نمی‌کنند. روسازی‌های بتنی مسلح با درز، JRCPها، هم با اتصالات انقباضی و هم با استفاده از فولاد تقویت کننده برای کنترل ترک خوردگی روسازی ساخته شده‌اند. تنش‌های ناشی از درجه حرارت بالا و رطوبت داخل روسازی باعث ترک خوردگی می‌شود، که فولاد تقویتی مانع باز شدن ترک می‌شوند. در درزهای عرضی، میلگردهای انتظار معمولاً برای برای کمک به انتقال بار وسیله نقلیه در عرض ترک تعبیه می‌شوند. روسازی بتنی مسلح پیوسته وبدون درز، CRCPها، صرفاً به فولاد تقویت کننده متکی هستند تا لبه‌های ترکهای عرضی طبیعی روسازی را در کنار هم نگه دارند. روسازی‌های بتنی پیش ساخته نیز در ساخت بزرگراه‌ها مورد استفاده قرار گرفته‌است. با این حال، آنها به اندازه سه نوع دیگر متداول نیستند. روسازی‌های پیش ساخته با خنثی کردن تمام یا بخشی از تنش‌ها و بارهای حرارتی اجازه می‌دهد تا دال با ضخامت باریک‌تر مورد نیاز باشد.

### طراحی روکش روسازی انعطاف‌پذیر
در طول عمر بهره‌برداری یک روسازی انعطاف‌پذیر، بارهای ترافیکی انباشته ممکن است باعث شیار دار شدن بیش از حد روسازی یا ترک خوردگی آن، کیفیت نامناسب رانندگی یا عدم مقاومت کافی در برابر لغزش شود. با نگهداری کافی روسازی، از این مشکلات می‌توان جلوگیری کرد، اما معمولاً این راه حل هزینه‌های تعمیر و نگهداری بیش از حد دارد، یا ممکن است ظرفیت سازه ای روسازی برای بارهای پیش‌بینی شده ترافیکی کافی نباشد.
در طول عمر بهره‌برداری یک بزرگراه، سطح سرویس دهی آن از نزدیک مورد نظارت و نگهداری قرار می‌گیرد. یکی از روشهای متداول که برای حفظ سطح سرویس دهی یک بزرگراه استفاده می‌شود، قرار دادن روکش روی سطح روسازی است.
سه نوع کلی روکش وجود دارد که در روسازی‌های انعطاف‌پذیر بکار رفته‌است: روکش بتنی آسفالت، روکش بتنی سیمان پرتلند و روکش بتنی سیمانی پرتلند بسیار نازک. لایه بتنی در یک روکش بتنی سیمانی پرتلند PCC مرسوم، در بالای سطح انعطاف‌پذیر بدون اتصال قرار می‌گیرد. ضخامت معمولی یک روکش بتنی سیمانی پرتلند PCC بسیار نازک ۴ اینچ (۱۰ سانتی‌متر) یا کمتر است.
دو دسته اصلی از روشهای طراحی روکش روسازی انعطاف‌پذیر وجود دارد:
- روش طراحی تجزیه و تحلیل مؤلفه
- روش طراحی مبتنی بر تغییر شکل

### طراحی روکش روسازی صلب
نزدیک به پایان عمر بهره‌برداری یک روسازی صلب، باید تصمیمی اتخاذ شود که به‌طور کامل روسازی فرسوده بازسازی شود، یا یک لایه روکش بر روی آن ساخته شود. با توجه به اینکه در یک روسازی صلب، که به پایان عمر بهره‌برداری خود نرسیده‌است، می توان با اجرای یک لایه روکش بر روسازی فرسوده، آن را بازسازی نمود، بنابر این استفاده از لایه‌های روکش بیشتر از نظر اقتصادی جذاب تر است. ضخامت روکش مورد نیاز برای یک روسازی صلب که به لحاظ سازه ای سالم است بسیار کوچکتر از ضخامت روکش مورد نیاز برای یک روسازیی است که به پایان عمر خود رسیده‌است. روکش‌های صلب و انعطاف‌پذیر هر دو برای بازسازی روسازی صلب استفاده می‌شوند مانند JPCP , JRCP و CRCP.
سه زیرشاخه از روکش‌های روسازی صلب وجود دارد که بسته به شرایط اتصال روکش روسازی و دال موجود سازماندهی می‌شوند.
- روکش‌های با چسبندگی
- روکش بدون چسبندگی
- روکش‌های با چسبندگی جزئی

### طراحی سیستم زهکشی
طراحی زهکشی مناسب برای سیستم‌های بزرگراه برای موفقیت عملکرد آنها بسیار مهم است. صرف نظر از چگونگی طراحی و اجرای سایر موارد جاده، زهکشی کافی برای یک جاده در کل طول عمر بهره‌برداری آن الزامی است. وجود آب بیش از اندازه در سازه بزرگراه، می‌تواند به نارسایی زودرس اجتناب ناپذیر، که حتی اگر فاجعه آمیز هم نباشد، منجر شود.
هر سیستم زهکشی بزرگراه مخصوص سایت همان بزرگراه است و می‌تواند بسیار پیچیده باشد. بسته به جغرافیای منطقه، تعداد زیادی از روشهای زهکشی مناسب، ممکن است کاربرد نداشته باشد. مهندس بزرگراه باید تعیین کند که یک فرایند طراحی خاص در چه موقعیت‌هایی باید بکار رود که معمولاً ترکیبی از چندین روش و مصالح مناسب برای هدایت آب به مسیری به منظور دور کردن از سازه استفاده می‌شود.
کنترل فرسایش یک پارامتر مهم در طراحی سیستم‌های زهکشی بزرگراه است. زهکشی سطحی باید مسیر تخلیه آب باران به منظور دور کردن از سازه را تأمین کند. بزرگراه‌ها باید با شیب یا تاج طراحی شوند تا روان آب سطحی به سمت شانه جاده، به جوی و به دور از سایت هدایت شود. طراحی سیستم زهکشی نیاز به پیش‌بینی رواناب و آبهای نفوذی، تجزیه و تحلیل کانال‌های روباز، و طراحی کانال‌های زیرزمینی برای هدایت آبهای سطحی به یک مکان مناسب دارد.

## اجرا، نگهداری و مدیریت

### ساخت بزرگراه
عموماً قبل از ساخت بزرگراه باید بررسی‌های دقیق و تهیه طرح کلی و نیز آماده‌سازی بستر عملیات بزرگراه انجام گیرد. روش‌ها و فن آوری برای ساخت بزرگراه‌ها با گذشت زمان تکامل یافته و به‌طور فزاینده ای پیچیده‌تر شده‌است. این پیشرفت در فن آوری باعث افزایش سطح مجموعه مهارت‌های لازم برای مدیریت پروژه‌های ساخت بزرگراه شده‌است. این مهارت بسته به عواملی مانند پیچیدگی و ماهیت پروژه، تضاد بین ساخت و ساز جدید و بازسازی، و تفاوت بین پروژه‌های منطقه شهری و مناطق روستایی، از پروژه به پروژه دیگر متفاوت است.
تعدادی از پارامترهای ساخت بزرگراه وجود دارد که می‌توانند به پارامترهای فنی و تجاری سیستم تقسیم شوند. چند نمونه از آنها در زیر ذکر شده‌است:
- پارامترهای فنی
  - مصالح
  - کیفیت مصالح
  - روشهای نصب
  - ترافیک
- پارامترهای تجاری
  - توافق قرارداد
  - جنبه‌های زیست‌محیطی
  - جنبه‌های سیاسی
  - جنبه‌های حقوقی
  - نیازهای اجتماعی

به‌طور معمول، ساخت و سازها از پایین‌ترین رقوم سایت بدون در نظر گرفتن نوع پروژه شروع می‌شوند و به سمت بالا حرکت می‌کنند. با بررسی مشخصات ژئوتکنیکی پروژه، اطلاعاتی در مورد:
- شرایط زمین موجود
- تجهیزات لازم برای خاکبرداری، دانه بندی و حمل مواد به داخل سایت و خارج از سایت
- خواص موادی که قرار است حفاری شوند
- تجهیزات لازم برای زهکشی آب در کارهایی که در زیر رقوم سطح پروژه است
- تجهیزات لازم شمع زنی برای حفاظت از گود حفاری
- مقادیر آب برای تراکم خاک و کنترل گرد و غبار

#### اجرای لایه زیراساس
لایه زیراساس (به انگلیسی: subbase) لایه ای است که از مواد با دقت انتخاب شده، ساخته شده‌است و بین لایه‌های بستر و اساس روسازی قرار دارد. ضخامت لایه زیراساس به‌طور معمول در حدود ۴ تا ۱۶ اینچ است و به گونه ای طراحی شده‌است که می‌تواندظرفیت سازه ای مورد نیاز روسازی تحمل کند.
مصالح متداول مورد استفاده برای لایه زیراساس بزرگراه شامل شن، سنگ خرد شده یا خاک بستر است که با سیمان، خاکستر یا آهک تثبیت می‌شود. لایه‌های زیراساس نفوذ پذیر، به دلیل توانایی تخلیه آب نفوذی از سطح، بیشتر استفاده می‌شود. این نوع لایه‌های زیراساس، همچنین از رسیدن آبهای زیرزمینی به سطح روسازی جلوگیری می‌کنند.
وقتی هزینه‌های مصالح محلی بیش از حد گران باشد یا نیازهای مصالح برای افزایش تحمل سازه ای لایه زیر اساس به راحتی در دسترس نباشد، مهندسان بزرگراه می‌توانند ظرفیت باربری خاک بستر را با مخلوط کردن موادی در آن افزایش دهند. این مواد می‌توانند سیمان پرتلند، فوم آسفالت، مواد پلیمری تثبیت کننده خاک باشند که از جمله مواد پلیمری، پلیمر اکریلیک استایرن اتصال متقابل است که باعث افزایش نسبت باربری کالیفرنیا در مصالح در جا، توسط یک عامل ۴–۶ می‌باشد.

#### اجرای لایه اساس
لایه اساس (به انگلیسی: base course) بخشی از روسازی است که به‌طور مستقیم در زیر لایه سطح روسازی قرار دارد. اگر لایه زیراساس وجود داشته باشد، لایه اساس به‌طور مستقیم در روی این لایه ساخته می‌شود. در غیر این صورت، آن را به‌طور مستقیم در روی لایه بستر خاک ساخته می‌شود. ضخامت لایه اساس به‌طور معمول بین ۴ تا ۶ اینچ است و با خواص لایه زیرین حمایت می‌شود.
بارهای سنگین به‌طور مداوم روی سطوح روسازی اعمال می‌شوند و لایه اساس بخش اعظم این تنش‌ها را جذب می‌کند. به‌طور کلی، لایه اساس با استفاده از سنگدانه خرد شده دست نخورده مانند سنگ خرد شده، سرباره یا شن ساخته می‌شود. مصالح لایه اساس از پایداری در زیر بارهای ترافیکی حین اجرا و ویژگی‌های زهکشی خوب برخوردار خواهند بود.
مواد و مصالح لایه اساس اغلب با سیمان، قیر، کلرید کلسیم، کلرید سدیم، خاکستر یا آهک اصلاح می‌شوند. این روشهای اصلاحی تکیه گاه بهتری را برای بارهای سنگین، حساسیت به یخ زدگی فراهم می‌کند و به عنوان یک مانع رطوبت بین لایه‌های اساس و لایه رویه عمل می‌کند.

#### اجرای لایه رویه
دو نوع متداول از لایه رویه سطوح (به انگلیسی: surface course) روسازی که در ساخت بزرگراه‌ها استفاده می‌شود وجود دارد: مخلوط آسفالت گرم و بتن سیمان پرتلند. این لایه رویه سطح روسازی، سطح صاف و ایمن رانندگی را فراهم می‌کند، در عین حال بارهای سنگین ترافیک را از طریق لایه‌های مختلف اساس و به لایه‌های خاک بستر زیرین منتقل می‌کند.

##### لایه مخلوط آسفالت گرم (HMA)
لایه رویه مخلوط آسفالت گرم به عنوان روسازی انعطاف‌پذیر گفته می‌شود. سیستم روسازی فوق‌العاده (به انگلیسی: Superpave) در اواخر دهه ۱۹۸۰ توسعه یافته و تغییراتی در روش طراحی، طراحی مخلوط، مشخصات و آزمایش کیفیت مصالح ارائه داده‌است.
احداث روسازی آسفالت بادوام و مؤثر، نیاز به یک تیم اجرایی با تجربه دارد که متعهد به کیفیت کار و کنترل تجهیزات باشند.
مسائل مربوط به اجرا:
- افتراق در مخلوط آسفالت
- ریختن آسفالت
- تراکم
- درزها

اندود قیر (آستر قیری) یک آسفالت کم ویسکوزیته است که قبل ازریختن آسفالت HMA لایه رویه اعمال می‌شود. این روکش مواد سست را پیوند می‌دهد و یک لایه منسجم بین لایه اساس و رویه آسفالت ایجاد می‌کند.
اندود قیر سطحی یک روکش چسبنده امولسیون آسفالت با ویسکوزیته کم است که برای ایجاد پیوند بین سطح روسازی موجود و روکش آسفالت جدید استفاده می‌شود. از روکشهای اندود قیر سطحی به‌طور معمول در روسازی‌های مجاور (درزها)، برای کمک به اتصال HMA و بتن، استفاده می‌شود.

##### بتن سیمان پرتلند
لایه رویه بتن سیمان پرتلند به عنوان روسازی‌های صلب یا روسازی‌های بتنی نامیده می‌شود. سه طبقه‌بندی کلی از روسازی‌های بتنی وجود دارد: با درزهای معمولی، با درزهای آرماتوردار، و پیوسته بدون درز و دارای آرماتور.
بارهای ترافیکی بین قطعات رویه، از طریق قفل وبست سنگدانه‌ها در مخلوط بتن سیمان پرتلند PCC یا از طریق عناصر انتقال بار در درزهای عرضی رویه، منتقل می‌شوند. میلگردهای تعبیه شده در درزها، به عنوان وسیله انتقال بار استفاده می‌شوند تا ضمن حفظ تراز افقی و عمودی مفصل، بارها را به‌طور مؤثر در درزهای عرضی منتقل کنند. میله‌های کششی، میلگردهای فولادی آجداری هستند که در امتداد درزهای طولی قرار گرفته‌اند تا بخش‌های روسازی‌های مجاور در جای خود قرار بگیرند.

### تعمیر و نگهداری بزرگراه
هدف کلی تعمیر و نگهداری بزرگراه‌ها رفع نقص و حفظ سازه و سرویس دهی روسازی است. برای ایجاد یک برنامه نگهداری مناسب باید نقص‌ها تعریف، درک و ثبت شوند. برنامه‌ریزی تعمیر و نگهداری راه حلی برای بهینه‌سازی است و می‌تواند پیش‌بینی کننده باشد. در برنامه‌ریزی تجربی تعمیرات قابل پیش‌بینی، روش‌های داده محور نتایج دقیق تر از مدل‌های مکانیکی ارائه می‌دهند. عیوب و نارسایی‌های روسازی انعطاف‌پذیر با عیوب و نارسایی‌های روسازی صلب متفاوت است.
چهار هدف اصلی از نگهداری بزرگراه‌ها وجود دارد:
- ترمیم نقص‌های عملکردی روسازی
- افزایش عمربهره برداری کاربردی و سازه ای روسازی
- حفظ ایمنی جاده و علائم
- نگهداری کل محدوده مربوط به بزرگراه در شرایط قابل قبول

با استفاده از روال‌های معمول نگهداری، سیستمهای بزرگراه و تمام اجزای آنها می‌توانند در شرایط اصلی و هنگام ساخت خود حفظ شوند.

### مدیریت پروژه
مدیریت پروژه شامل سازماندهی و تنظیم ساختار فعالیت‌های پروژه از بدو شروع تا اتمام است. فعالیت‌ها می‌تواند اجرای زیرساخت‌هایی از قبیل بزرگراه‌ها و پل‌ها یا فعالیت‌های اصلی و جزئی تعمیر و نگهداری مربوط به اجرای چنین زیرساخت‌ها باشد. کل پروژه و فعالیت‌های درگیر باید به شیوه ای حرفه ای انجام شود و در زمان‌بندی مقرر و بودجه پیش‌بینی شده پروژه تکمیل شود. علاوه بر این برای موفقیت مدیریت پروژه، به حداقل رساندن تأثیرات شدید اجتماعی و محیطی مهم است.

### بزرگراه و پارکینگ
- Controlled-access highway
- Interstate Highway System
- Limited-access highway
- Parkway
- Strategic Highway Network
- TexSys - Texas Expert System for the selection of hot-mix asphalt based on TxDOT (2004)

### طراحی و ملاحظه
- Breakover angle
- Degree of curvature
- Geometric design of roads
- Pavement engineering
- Road furniture
- Road traffic safety
- Traffic barrier
- Traffic light
- Traffic sign
- Transition curve